# Ремізова-Васильєва Ганна Володимирівна
Ганна Володимирівна Ремізова-Васильєва (псевдонім Міс) (1890, Санкт-Петербург — 1928, місце смерті невідоме) — російська художниця, працювала у стилі символічної графіки «blanc et noir» т. зв. будуарної спрямованості.

## Творчій шлях
Ремізова-Васильєва працювала в щотижневому журналі «Сатирикон» (з 1908 по 1914 роки). Її роботи були опубліковані на сторінках видань «Новый Сатирикон» і «Солнце России». Входила в громадське об'єднання «Світ мистецтва», яке стало одним із символів культури Срібної доби і одного з напрямів мистецтва того часу. Головними ініціаторами створення «Світу мистецтва» стали О. Бенуа, С. Дягілєв, Д. Філософов, К. Сомов, Л. Бакст, пізніше до них приєднався М. Добужинський. В 1898 році вийшов у світ перший номер журналу «Світ мистецтва», сама співдружність була офіційно створена у 1900 році.
Окрім графіки Ремизової-Васильєвої та робіт інших представників «Світу мистецтва», на виставках можна було побачити полотна художників, які не входили в це об'єднання, але поділяли його основну естетичну спрямованість. Серед них були роботи К. Коровіна, М. Врубеля, В. Сєрова, Ф. Малявіна, М. Реріха, М. Нестерова.
У роботах Ремизової-Васильєвої просліджується віяння «Галантного століття». Значний вплив на її творчість справили К. Сомов та англійський графік О. Бердслі. В її малюнках та графічних роботах костюми тієї епохи і зовнішність діючих осіб передається з відтінками іронічної ностальгії по XVIII століттю. Чуттєвість образів — помітна риса у творчості Ремизової.
Особливо цю лінію видно в альбомі Ремизової-Васильєвої «Витівки Купідона», в який увійшли кольорові та чорно-білі ілюстрації з підписами (вірші та афоризми). На зображеннях можна побачити вишукано-стилізовані галантні сценки в будуарах та саду. Роботи виконані в жанрі символічної графіки, для них характерні детальне малювання дрібних елементів у стилі XVIII століття.
Журнал «Світ мистецтва» випускався до 1904 року включно. У 1905 році об'єднання припинило офіційне існування. Після Першої російської революції сліди Ремизовой-Васильєвої в історії російської культури губляться. За неперевіреною інформацією, останні роки художниця прожила у Херсоні.

## Адреса в Санкт-Петербурзі
• 1917 р. — М. Іванівська, б. 2

## Родина
Батьки: батько — артист Імператорських театрів Володимир Сергійович Ремізов-Васильєв і мати Ксенія Яківна. Більше інформації відомо про брата художниці Миколу Ремізова-Васильєва (1887—1975). Він був графіком, живописцем, театральним художником. З 1908 по 1917 роки навчався в Імператорській Академії мистецтв в Петербурзі.
З 1908 по 1918 роки — художник-карикатурист видань «Сатирикон» та «Новий Сатирикон», автор малюнків на політичні та побутові теми та шаржів на представників культури і мистецтва того часу. Ремізов-Васильєв став одним з співвласників «Нового Сатирикону» (разом з письменником А. Аверченко і художником А. Радаковым). В 1917 році проілюстрував казку К. Чуковського. У своїх ілюстраціях він зобразив автора твору як персонажа (пізніше цю ідею перейняли мультиплікатори).
Фігурує в книзі А. Аверченка «Експедиція в Західну Європу сатириконцев: Южакіна, Сандерса, Міфасова і Крисакова» під прізвищем Міфасов. У повісті А. Аверченка «Подходцев і двоє інших» прототипом Ремізова-Васильєва став герой на прізвище Громов. У 1918 році художник емігрує, з 1920 року оселився в Парижі, де працював в ательє «Лубок» та в театрі «Летюча миша». У 1922 році Ремізов-Васильєв переїжджає в Сполучені Штати Америки. У 1939 році став художником-постановником у Голлівуді.